# 大上海 (电影)
《大上海》是2012年中港合拍歷史劇情電影，香港導演王晶執導，李達超任動作設計，周潤發和黃曉明領銜主演；並由洪金寶、吳鎮宇、袁泉、袁立和莫小棋聯合主演，影片故事根據20至30年代活躍在上海的一位黑幫老大的真實經歷改編而成。電影講述了淪陷於日軍前上海灘一黑幫老大，一代梟雄周旋於兩個女人之間的故事。本片于2012年12月21日在大陸上映。
電影主題曲《定風波》由高世章譜曲，岑偉宗填詞，張學友演唱。

## 劇情
故事開始於20世紀10年代，上海浦東長大的小子成大器，在生果店工作，勤懇好學。大器喜歡鄰居的京劇演員葉知秋。知秋自小漂亮出眾，跟父親學刀馬旦，一心在舞台上出人頭地。兩人青梅竹馬，甚是甜蜜。
可惜好景不常，生果店老闆娘與警察局長私通，卻被水果店老闆撞破。局長於是誣陷大器殺害老闆，慘被判監。幸在獄中，得到國民黨的特務茅載救他脫險，大器遂蒼皇逃走。葉知秋一直等不到大器消息，只好隻身赴北平學藝。兩人從此失去聯絡。
成大器在上海投向當時權傾一時的洪壽亭旗下，任職打手，被洪壽亭的妻子凌滬生慧眼賞識，她也全力提拔成大器成為洪壽亭手下的第一紅人。成大器不贊成使用暴力，他擅於談判，願意利益共享，往往能化干戈為玉帛。
洪壽亭迷戀女色，不理事業，全交了給成大器打理，造就大器迅速上位。他少年得志，而且交上了上海第一美人「溢春園阿寶」，阿寶對王公巨賈都不假辭色，但對大器卻一往情深，可惜她發現無論大器如何疼她寵她，她在大器的心目中永遠都只能是第二位，第一位始終是音訊全無的葉知秋。
洪壽亭為了女人而誤打軍閥兒子，卻反被軍隊尋仇綁走。成大器智勇兼備，單槍匹馬去救洪壽亭，而且掙足了面子回來，這一把搏得全上海的掌聲，令他終於成為上海一代梟雄之首，與洪壽亭兄弟相稱。
人到中年的成大器，已是一方之雄，聲譽與地位已超越了他的師父洪壽亭。在上海幾乎已無人匹敵，但日本人在上海的野心與霸道，成為他的最大難題。此時，當年救他一命的茅載已成為大特務頭子，野心勃勃，以權謀私，令成大器不得不委曲求存。
重重壓力加在成大器肩上，令他一直難以取捨。而就在這時，他竟重遇了多年不見的葉知秋，同時發現原來她已作人婦...
對日抗戰時期，政府派出茅載遊說洪壽亭與成大器出人出錢出力以拖延日軍侵華速度，日軍攻擊上海，茅載遊說成大器同葉知秋離開上海，中間幾經波折雖然逃出上海，卻要放棄妻子阿寶，還被茅載惡意搶走，林壞亦作茅載的隨從，實際是待機出擊的人。
但最終上海仍然淪陷，茅載與其軍閥皆投向日軍懷抱，並遊說成大器回上海當市長，以洪壽亭、被日軍監禁的凌滬生作人質，成大器外表溫順回上海，但骨子裡是要解救這些人。

## 演員表
| 演員     | 角色           | 原型        | 人物介绍                           | 配音                              |
| 周潤發   | 成大器（壯年） | 杜月笙      | 上海一代梟雄之首                   | 國語版配音黃曉明 粵語版配音周潤發 |
| 黃曉明   | 成大器（少年） | 杜月笙      | 浦東長大的水果店小子               | 國語版配音黃曉明 粵語版配音周潤發 |
| 洪金寶   | 洪壽亭         | 黃金榮      | 上海滩大亨、巡捕房探長、凌滬生之夫 | （粵語版配音洪金寶）              |
| 吳鎮宇   | 茅载           | 張嘯林+戴笠 | 國民政府軍政要員、將軍 日本漢奸    | （國語版配音:陳浩）               |
| 袁泉     | 葉知秋（成年） | 孟小冬      | 程摘梅之妻                         | 粵語版配音:林嘉欣                 |
| 馮文娟   | 葉知秋（少年） | 孟小冬      | 成大器之初戀情人                   | 粵語版配音:林嘉欣                 |
| 袁立     | 凌滬生         | 林桂生      | 洪壽亭的妻子                       |                                   |
| 莫小棋   | 阿寶（成年）   | 姚玉兰      | 成大器最愛的女人                   | 粵語版配音:萬綺雯                 |
| 童菲     | 阿寶（少年）   | 姚玉兰      | 成大器最愛的女人                   | 粵語版配音:萬綺雯                 |
| 高虎     | 林壞           | 林懷部      | 成大器手下                         | 粵語配音：葉振聲                  |
| 楊大鵬   | 小肥（中年）   | 万墨林      | 成大器助手 成大器（少年）好友      | 粵語版配音:林曉峰                 |
| 倉田保昭 | 西野少將       |             | 日本皇軍少將                       |                                   |
| 鄭亦桐   | 小蘭春         | 露蘭春      | 洪壽亭的妾侍                       |                                   |
| 辛柏青   | 程摘梅         | 梅兰芳      | 葉知秋之夫                         |                                   |
| 戚迹     | 盧小嘉         | 盧筱嘉      | 盧督軍之子                         |                                   |
| 韩志     | 盧督軍         | 盧永祥      | 軍閥                               |                                   |

## 工作人員
- 出品人：
- 製作人：、陳永雄
- 監製：劉偉強
- 導演：王晶
- 編劇：王晶、文隽、呂冠南
- 攝影指導：劉偉強 (HKSC)、關智耀 (HKSC)
- 原創音樂：陳光榮
- 電影主題曲：高世章
- 剪接：鍾偉釗 (HKSE)
- 美術設計：奚仲文、林子僑
- 動作指導：李達超
- 視覺設計：黃宏達

## 音樂
| 曲別   | 歌名         | 作曲   | 作詞   | 演唱者 |
| ------ | ------------ | ------ | ------ | ------ |
| 主題曲 | 《定風波》   | 高世章 | 岑偉宗 | 張學友 |
| 插曲   | 《一生守候》 | 張朵朵 | 武雄   | 王若琳 |

## 票房與評價
《大上海》在中國內地上映首周票房不理想，叫好不叫座，敗于同期上映的《泰囧》和《十二生肖》，但是第二周票房開始小幅增加，第三周更是創下總票房1.38億元人民幣的收入，截至2013年3月3日為止總票房為1.48億元人民幣。

## 獎項
| 年份   | 頒獎典禮             | 獎項             | 名字                                              | 結果 |
| ------ | -------------------- | ---------------- | ------------------------------------------------- | ---- |
| 2013年 | 第32屆香港電影金像獎 | 最佳攝影         | 劉偉強、關智耀                                    | 提名 |
| 2013年 | 第32屆香港電影金像獎 | 最佳原創電影音樂 | 陳光榮、陳致逸                                    | 提名 |
| 2013年 | 第32屆香港電影金像獎 | 最佳新演员       | 冯文娟                                            | 提名 |
| 2013年 | 第32屆香港電影金像獎 | 最佳原創電影歌曲 | 〈定風波〉 作曲：高世章 填詞：岑偉宗 演唱：張學友 | 獲獎 |
| 2013年 | 第32屆香港電影金像獎 | 最佳美術指導     | 奚仲文、林子僑                                    | 獲獎 |
| 2013年 | 第7屆亞洲電影大獎    | 最佳美術指導     | 奚仲文、林子僑                                    | 提名 |
| 2013年 | 第7屆亞洲電影大獎    | 最佳造型設計     | 戴美玲、陳子雯                                    | 提名 |

## 相關
- 無線電視劇《枭雄》

## 外部連結
- 大上海（The Last Tycoon） （页面存档备份，存于），〈澳大利亚電影評論學會〉
- 《大上海 （页面存档备份，存于）》在香港雅虎的電影頁面（繁體中文）
- Yahoo奇摩電影上《大上海》的資料（繁體中文）
- MSN娛樂上《大上海》的資料（繁體中文）

- 開眼電影網上《大上海》的資料（繁體中文）
- 香港影庫上《大上海》的資料（繁體中文）
- 豆瓣电影上《大上海》的資料 （简体中文）
- 时光网上《大上海》的資料（简体中文）
- AllMovie上《大上海》的资料（英文）
- 爛番茄上《大上海》的資料（英文）
- 互联网电影数据库（IMDb）上《大上海》的资料（英文）